# Takashi Okazaki
Takashi Okazaki (岡崎 能士?, Okazaki Takashi; Prefettura di Kanagawa, 18 marzo 1974) è un fumettista giapponese.

## Biografia
Okazaki è nato nella prefettura di Kanagawa e si è laureato alla Tama Art University. Okazaki è stato una delle quattro persone a debuttare nella rivista manga auto-pubblicata Nou Nou Hau nel novembre 1998. La sua prima serie Afro Samurai è stata pubblicata per la prima volta come dōjinshi nel numero zero della rivista (presente anche come copertina), ed è stato serializzato fino al numero conclusivo nel settembre 2002. Da allora, il manga Afro Samurai è stato adattato in un'omonima miniserie anime nel 2007, e nel film televisivo sequel Afro Samurai: Resurrection nel 2009. Dopo l'uscita della miniserie anime, Takashi Okazaki ha ricreato il dōjinshi originale in una serie manga in due volumi. Il 23 novembre 2004, ha scritto e illustrato un manga in 9 vignette pubblicato nell'opuscolo della colonna sonora del film Blade: Trinity. Okazaki ha anche illustrato il finale della serie Cho-Kōryu-Gōjin Danke Choen in un volantino distribuito al club giapponese "UNIT"; Cho-Kōryu-Gōjin Danke Choen è stato creato da Kugelblitz, una collaborazione tra Nou Nou Hau e la rivista di fumetti tedesca Moga Mobo.

## Opere
- Afro Samurai (1998-2002)
- Cho-Kōryu-Gōjin Danke Choen (2005)
- Afro Samurai Maniaxxx!!! (2007)
- Afro Samurai (2008-2009) - ricreazione

## Filmografia

### Sceneggiatore
- Star Wars: Visions, registi vari (episodio Il duello, 2021)

### Character design
- Summer Wars, regia di Mamoru Hosoda (collaborazione, 2009)
- Izanagi Online - videogioco mobile (2015)
- Garo: Vanishing Line - anime (2017-2018)
- Batman Ninja, regia di Junpei Mizusaki (2018)
- Ninja Kamui - anime (2024)
- Batman Ninja vs. Yakuza League, regia di Junpei Mizusaki (annunciato)

### Art director
- Furi - videogioco (2016)
- Sound & Fury, registi vari (2019)